# Baureihe 218
Baureihe 218 – lokomotywa spalinowa produkowana w latach 1968–1979 dla kolei zachodnioniemieckich. Wyprodukowano 398 lokomotyw. Spalinowozy były produkowane do prowadzenia pociągów pasażerskich na niezelektryfikowanych liniach kolejowych. Pierwsze lokomotywy spalinowe zostały wyprodukowane w 1968 roku przez zakład Krupp zlokalizowany w miejscowości Essen. Lokomotywy były eksploatowane do prowadzenia międzynarodowych pociągów ekspresowych Trans-Europ-Express. Zostały pomalowane na charakterystyczny kolor beżowy i czerwony. Jedna lokomotywa w malowaniu CityBahn jest zachowana jako czynny eksponat zabytkowy